# Kwon Dae-hee
Kwon Dae-hee (kor. 권대희; * 16. August 1989 in Seoul) ist ein südkoreanischer Fußballspieler.

## Karriere
Nach Beendigung seines Wehrdienstes in Südkorea unterschrieb er 2013 einen Vertrag beim thailändischen Zweitligisten Rayong United. Nach einem Jahr ging er nach Bangkok und schloss sich dem Ligakonkurrenten Bangkok FC an. 2015 unterschrieb er einen Vertrag in Prachuap beim dortigen Zweitligisten PT Prachuap FC. 2017 wurde er mit Prachuap dritter der zweiten Liga und man stieg in die erste Liga auf. Nach 96 Spielen und elf Toren wechselte er 2019 zum Zweitligisten Police Tero FC. Mit Police feierte er Ende 2019 die Vizemeisterschaft und den Aufstieg in die erste Liga. Nach insgesamt 63 Spielen wurde sein Vertrag nach der Saison 2020/21 nicht verlängert. Zur Saison 2021/22 unterschrieb er einen Vertrag beim Zweitligaaufsteiger Lamphun Warriors FC. Am Ende der Saison feierte er mit dem Verein aus Lamphun die Meisterschaft der zweiten Liga und den Aufstieg in die erste Liga. Für Lamphun absolvierte er 32 Ligaspiele. Nach dem Aufstieg verließ er den Verein und schloss sich seinem ehemaligen Verein PT Prachuap FC an. Für Prachuap bestritt er 27 Erstligaspiele. Im Sommer 2023 wechselte er wieder in die zweite Liga. Hier schloss er sich in Nakhon Si Thammarat dem Nakhon Si United FC an. Die Saison 2023/24 wurde er mit dem Verein Tabellenfünfter und qualifizierte sich somit für die Aufstiegsspiele zur ersten Liga. Hier konnte man sich jedoch nicht gegen den Rayong FC durchsetzen und verblieb in der zweiten Liga. Nach 35 Ligaspielen, in denen er einen Treffer erzielte, wurde sein Vertrag im Sommer 2024 nicht verlängert. Nach einem halben Jahr Vertragslosigkeit unterschrieb er Anfang Januar 2025 einen Vertrag beim thailändischen Zweitligisten Chonburi FC. Am Ende der Saison 2024/25 feierte er mit Chonburi die Zweitligameisterschaft sowie den Aufstieg in die erste Liga. Nach dem Aufstieg wurde sein Vertrag im Sommer 2025 nicht verlängert. Im Juli 2025 nahm ihn der Zweitligist Sisaket United FC unter Vertrag.

## Erfolge
Lamphun Warriors FC
- Thailändischer Zweitligameister: 2021/22  ▲

Chonburi FC
- Thailändischer Zweitligameister: 2024/25  ▲